# Golfball-Waschmaschine

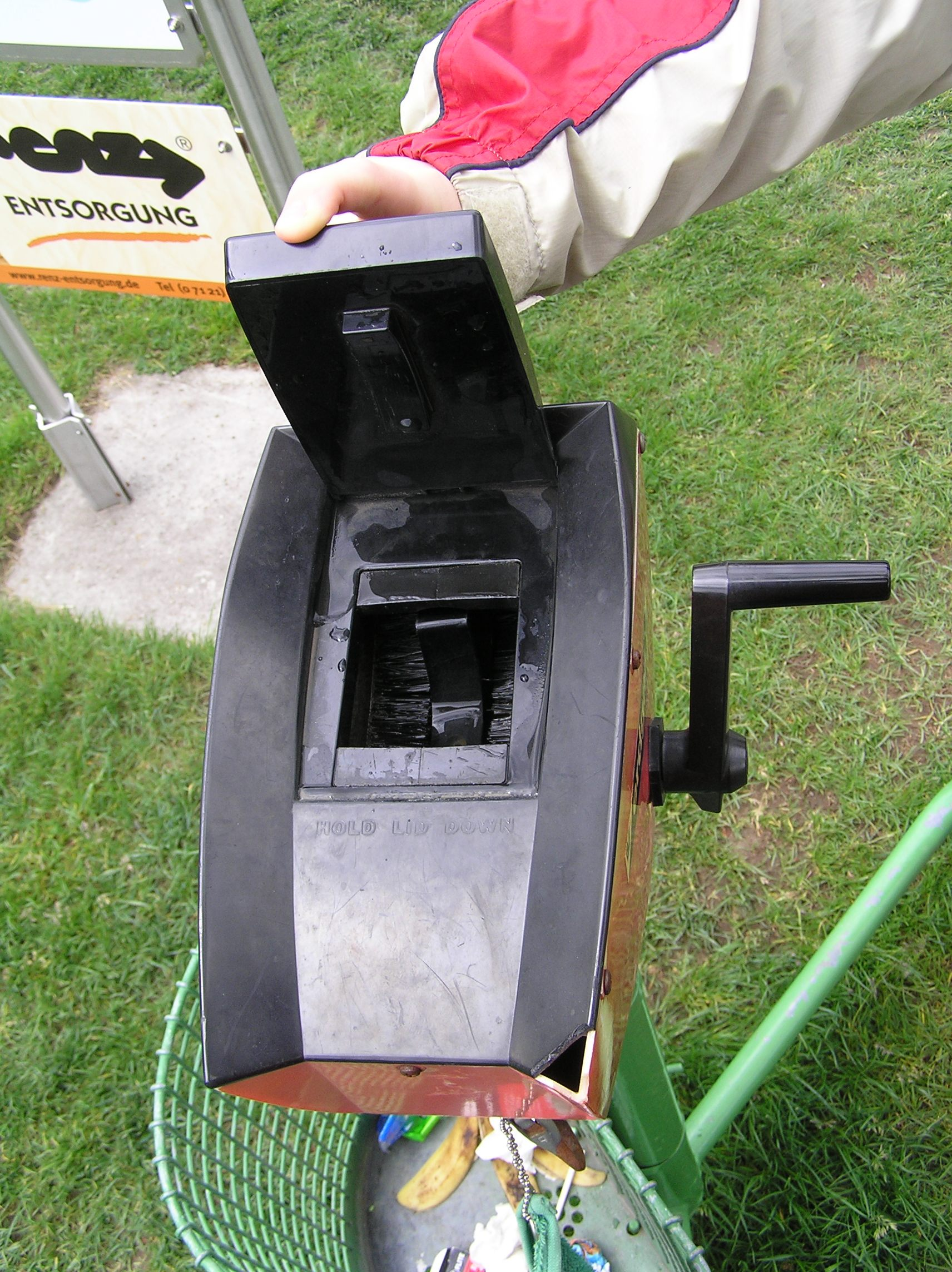
Golfball-Waschmaschine für einzelne Bälle, handbetrieben

Eine Golfball-Waschmaschine ist ein Gerät zur Reinigung verschmutzter Golfbälle. Ein gereinigter Golfball zeigt bessere Spieleigenschaften und schont die Golfschläger.
Es gibt verschiedene Bauarten von Golfball-Waschmaschinen. Sie können entweder handbetrieben oder elektrisch betrieben werden.
Golfball-Waschmaschinen, mit denen einzelne Bälle gereinigt werden können, bestehen aus einem zylindrischen Gehäuse, in dessen Mitte der zu reinigende Ball eingebracht wird. Die Reinigung des Balls erfolgt durch umlaufende Bürsten.
Für die Reinigung einer größeren Anzahl von Golfbällen gibt es Maschinen, welche die Bälle wie ein Staubsauger einsaugen, in einem eingebauten Tank reinigen und die gewaschenen Bälle dann in einem separaten Netz auffangen.